# Benoîtville
Benoîtville is een gemeente in het Franse departement Manche (regio Normandië) en telt 524 inwoners (2004). De plaats maakt deel uit van het arrondissement Cherbourg-Octeville.

## Geografie
De oppervlakte van Benoîtville bedraagt 8,4 km², de bevolkingsdichtheid is 62,4 inwoners per km².
De onderstaande kaart toont de ligging van Benoîtville met de belangrijkste infrastructuur en aangrenzende gemeenten.

## Demografie
Onderstaande figuur toont het verloop van het inwonertal (bron: INSEE-tellingen).

1. ↑  Populations de référence 2022.